# Устад Ахмад Лахорі
Устад Ахмад Лахорі (пенджабська вимова: [ʊstaːd ˈɛː(ɦ)məd lə(ɦ)oːɾiː] ; прибл. 1580—1649), — пенджабський архітектор та інженер в імперії Великих Моголів. Служив головним архітектором під час правління шаха Джахана і був відповідальним за будівництво Тадж-Махала в Агрі та Червоного форту у Делі, обидва з яких є об'єктами Всесвітньої спадщини ЮНЕСКО. Його вважають одним із найвизначніших архітекторів в історії Індії .
Він був одним із провідних архітекторів, відповідальних за створення імперського міста Шахджаханабад. Його архітектура є поєднанням індо-ісламського та перського архітектурних стилів.

## Біографія
Устад Ахмад Лахорі походив із Лахора, як вказує його нісба (частина імені). Він був описаний як пенджабець та індієць перського походження. Навіть після міграції його родини до Делі, його родину все ще називають епітетом «Лахорі».
Ахмад Лахорі походив із родини архітекторів держави Тимуридів, родом з Герата. Він був досвідченим інженером, якому пізніше Шах Джахан присвоїв титул Надір-уль-Асар («чудо епохи»). Двоє з трьох його синів, Атаулла Рашиді та Лутфулла Мугандіс, також стали архітекторами, як і деякі з його онуків, наприклад Шах Калім Аллах Джаханабаді. Ахмад Лахорі був також навчений мистецтв геометрії, арифметики та астрономії, і, за словами його сина Лутфулли, він був знайомий з Елементами Евкліда та Альмагестом Птолемея.

## Кар'єра
У 1631 році Шах Джахан призначив його для будівництва Тадж-Махала. До проєкту будівництва залучили близько 20 000 ремісників під керівництвом ради архітекторів на чолі з Ахмадом Лахорі. На втілення проєкту знадобилося дванадцять років. Згодом він був переведений до Делі, де імператор доручив йому будівництво нового імперського міста Шахджаханабад у 1639 році. Будівництво міста, включно з Червоним фортом, завершили до 1648 року.

У писаннях сина Лахорі, Лутфулли Мугандіса, два архітектори згадуються поіменно: Устад Ахмад Лахорі і Мір Абд-уль Карім. Устад Ахмад Лахорі заклав фундамент Червоного форту в Делі, який був побудований між 1638 і 1648 роками. Мір Абд-уль Карім вважається улюбленим архітектором попереднього імператора Джахангіра, і згадується як інспектор разом з Макрамат Ханом під час будівництва Тадж-Махала.

Основні праці Ахмада Лахорі
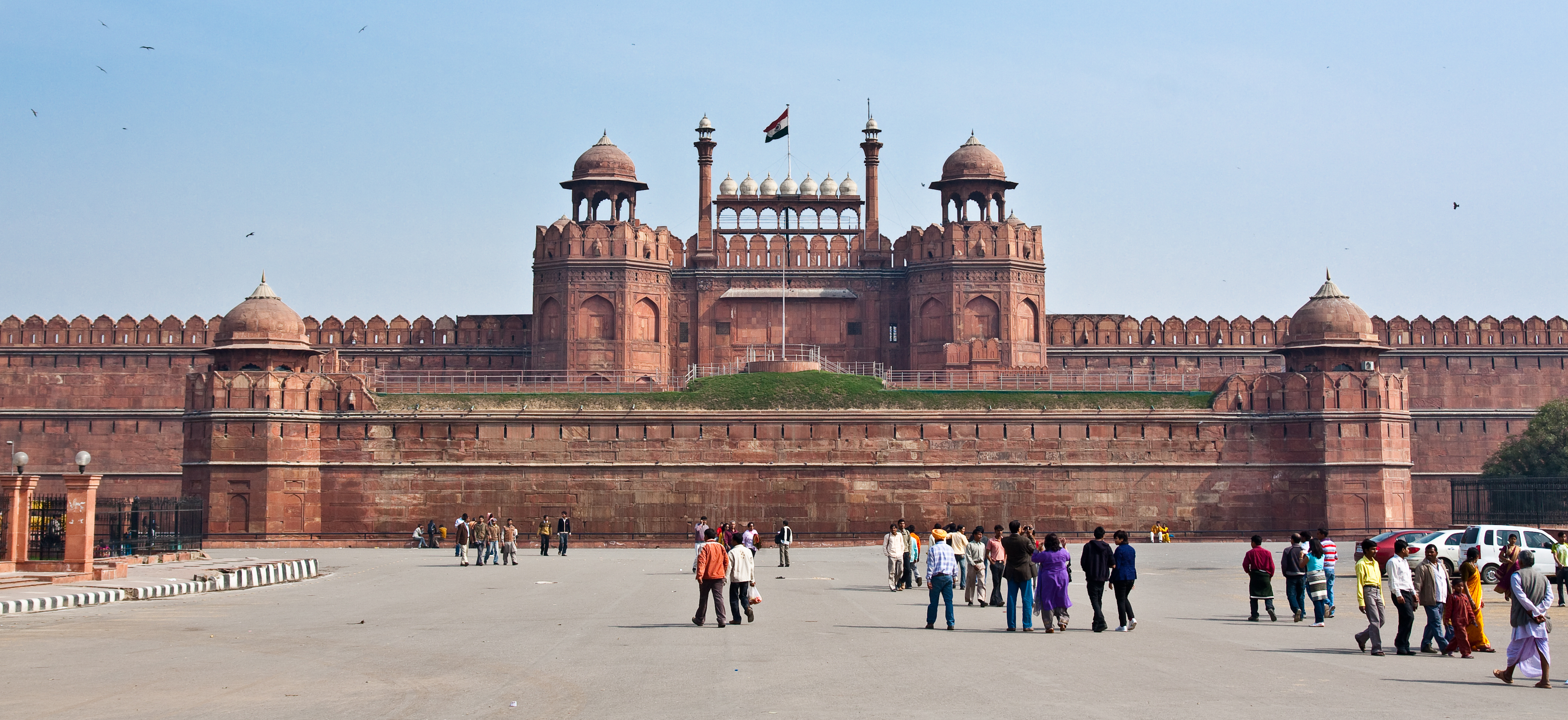
Ворота Лахорі Червоного форту в Делі
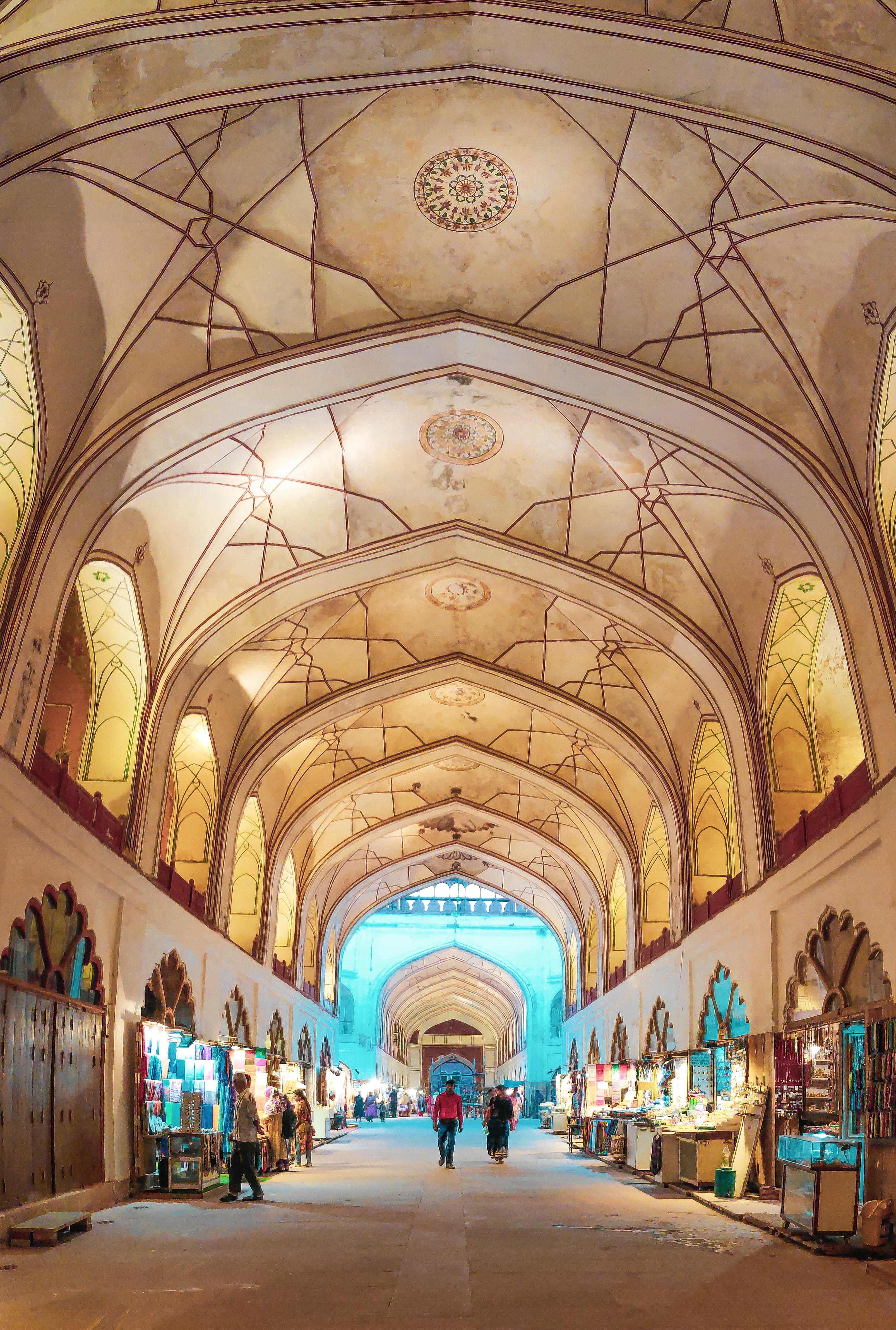
Критий базар у Старому Делі